# Mahua Dabar
Mahua Dabar war eine kleine Stadt im Distrikt Basti von Awadh im modernen Uttar Pradesh, Indien (südlich von Basti, nicht zu verwechseln mit der gleichnamigen Gemeinde in der Nähe von Gaur, nordwestlich von Basti). Die Stadt wurde von der Britischen Ostindien-Kompanie während der indischen Rebellion im Juni 1857 zerstört.

## Geschichte
In den 1830er Jahren wurde die Stadt von bengalischen Textilarbeitern besiedelt, die vor britischen Verfolgung flüchteten. Es war eine gängige Praxis der Britischen Ostindien-Kompanie, Textilarbeiter zu verstümmeln, indem ihnen Daumen oder Hände abgeschnitten wurden, wodurch sie arbeitsunfähig wurden. Dies sollte Widerstand gegen die Briten brechen und Stabilität gewährleisten, die für den Export von Waren nach Großbritannien erforderlich war. Ein weiteres Motiv war die Abschaffung der heimischen bengalischen Textilproduktion zugunsten des britischen Fabrikimportmonopols und die Steigerung der Gewinne der East India Company.
Nach Niederwerfung des Aufstands von 1857 wurde von Indern und Bengalen gewonnene Baumwolle zu einem niedrigeren Preis nach Großbritannien exportiert, und britische Textilien wurden zu einem hohen Preis importiert und an Britisch-Indien verkauft.